# Vista de Arles, Pomar em Flor
Vista de Arles, Pomar em Flor é uma obra do pintor holandês Vincent van Gogh concluída na primavera de 1889 e faz parte da série Pomar em Flor.
A tela apresenta a visão do centro histórico de Arles através de um canal e de choupos. É possível ver a torre de Saint-Trophime. O quadro foi um dos selecionados pelo pintor holandês para a exibição de 1980 do grupo Les XX, em Bruxelas.